# Kindererholungsheim (Lubmin)

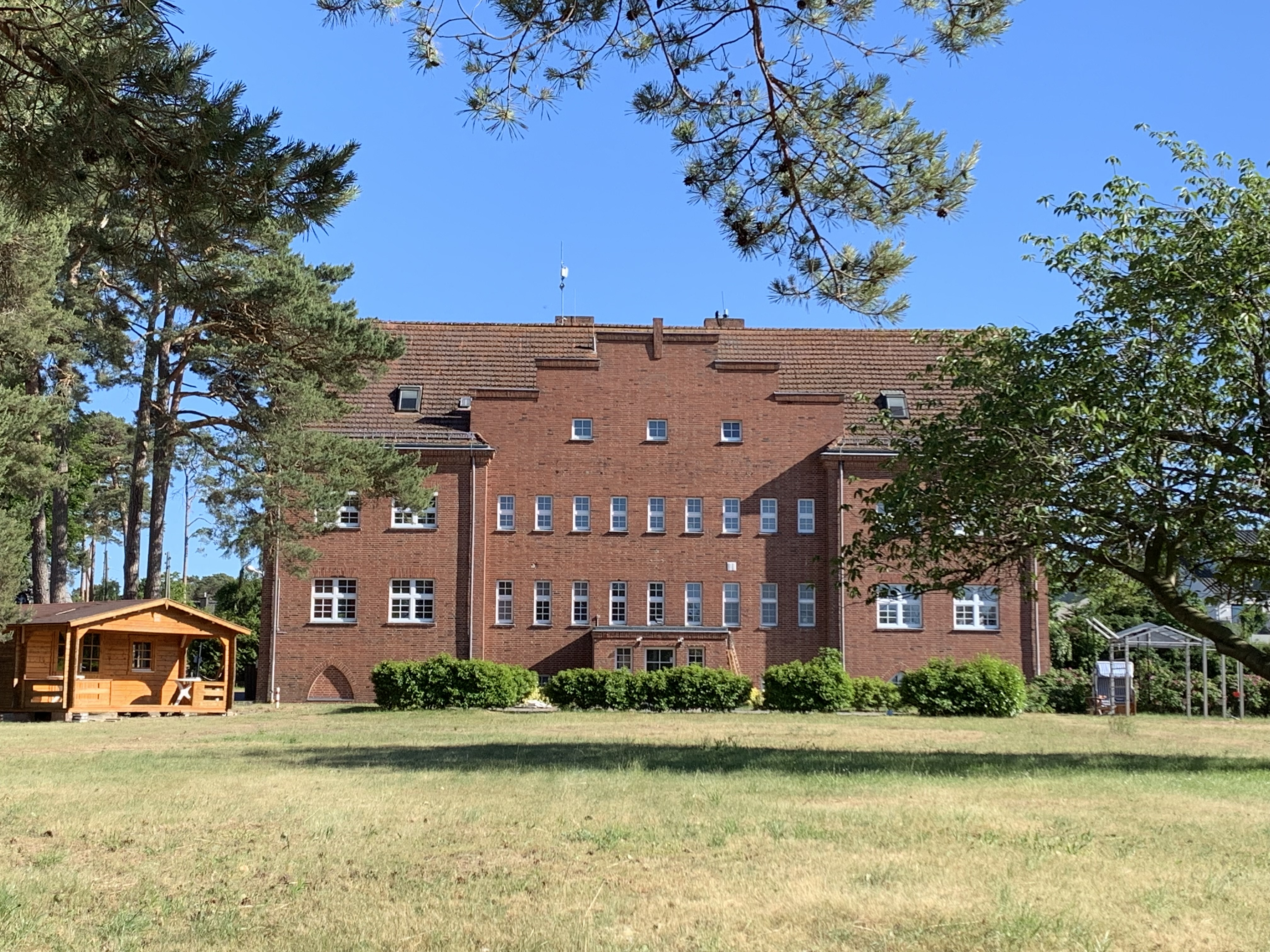
Ehemaliges Kindererholungsheim in Lubmin

Das Kindererholungsheim ist ein denkmalgeschütztes Gebäude im Philosophenweg 10 in Lubmin im Landkreis Vorpommern-Greifswald in Mecklenburg-Vorpommern.

## Geschichte
Das Gebäude entstand in den Jahren 1926 bis 1929 an Stelle eines Vorgängerbaus, der aus einem schlichten Holzgebäude bestand und bereits als Kinderheim genutzt wurde. Es verfügte für die damaligen Verhältnisse mit eigenen Duschen, Wannenbädern und einem großen Speisesaal über einen überdurchschnittlichen Ausstattungsstandard. Der Eigentümer war der Eisenbahnverein in Berlin, der in unmittelbarer Nachbarschaft bereits 1910 für Erwachsene das Reichsbahnerholungsheim erworben hatte. Nach dem Ende des Zweiten Weltkrieges gab der Bürgermeister Fürstenberg das Gebäude an die Deutsche Reichsbahn zurück. Zur Zeit der DDR benannte man es zu Ehren des Politikers der KPD in Friedrich Dettmann um. Zusätzlich brachte man den Wahlspruch an der Fassade an: „Wir kämpfen für den Frieden, für das Glück unserer Kinder“.  1967 suchte man einen neuen Namensgeber und fand ihn in Ernst Kamieth, einem Mitarbeiter der Eisenbahn, der bei einer Auseinandersetzung mit einem Polizisten in West-Berlin umkam.
Nach der Wende wurde das Haus renoviert und als Kindererholungsheim von den beiden deutschen Bahnen genutzt. Es wurde bis 2020 als Sport- und Jugendhotel genutzt.